# Будинок на вулиці Галицькій, 11 (Львів)
Будинок за адресою вулиця Галицька, 11 у Львові — багатоквартирний житловий триповерховий будинок з магазинним приміщенням на першому поверсі. Постановою Ради Міністрів УРСР № 442 від 06.09.79 р. кам'яниця включена до Національного реєстру пам'яток під охоронним номером 1284.Будинок розташований у південній забудові приринкового кварталу, обмеженого вулицями Галицькою, Староєврейською і Сербською.

## Історія
1765 року остришівський мечник Якуб Морунський придбав ділянку з майже зруйнованим будинком. Відреставрувавши будинок він подарував його своєму зятеві Петрові Лубковському, який зі своєю дружиною Катериною Лубковською 2 січня 1786 продали його торговцеві винами Тобіашу Вайґелю. Придбавши будинок він одразу взявся до його перебудови, яка тривала аж до 1791 року. Під час реконструкції на куті будинку була встановлена скульптура лева однією головою та двома тулубами. Від 6 лютого 1812 року власником частини кам'яниці був Якуб Пах, а в березні 1825, будинок виставили на аукціон.
Перед Першою світовою війною в партерних приміщеннях були розміщені:
- жіночого одягу Юзефа Брюґа;
- «Модні чоловічі товари» Макса Попса.

За радянських часів тут був магазин «Культтовари». Зараз тут магазин «Цифра» та кафе.
Скульптуру лева було відреставровано у 2006–2007 роках польським архітектором Янушом Смазою, було відновлено втрачені елементи та проведено захист скульптури від різноманітних зовнішніх чинників. Також під час реставрації було виявлено датування — 1786 рік, та ініціали T та W. Що скоріш за все означають рік встановлення скульптури та ініціали власника будинку Тобіаша Вайґеля.

## Архітектура

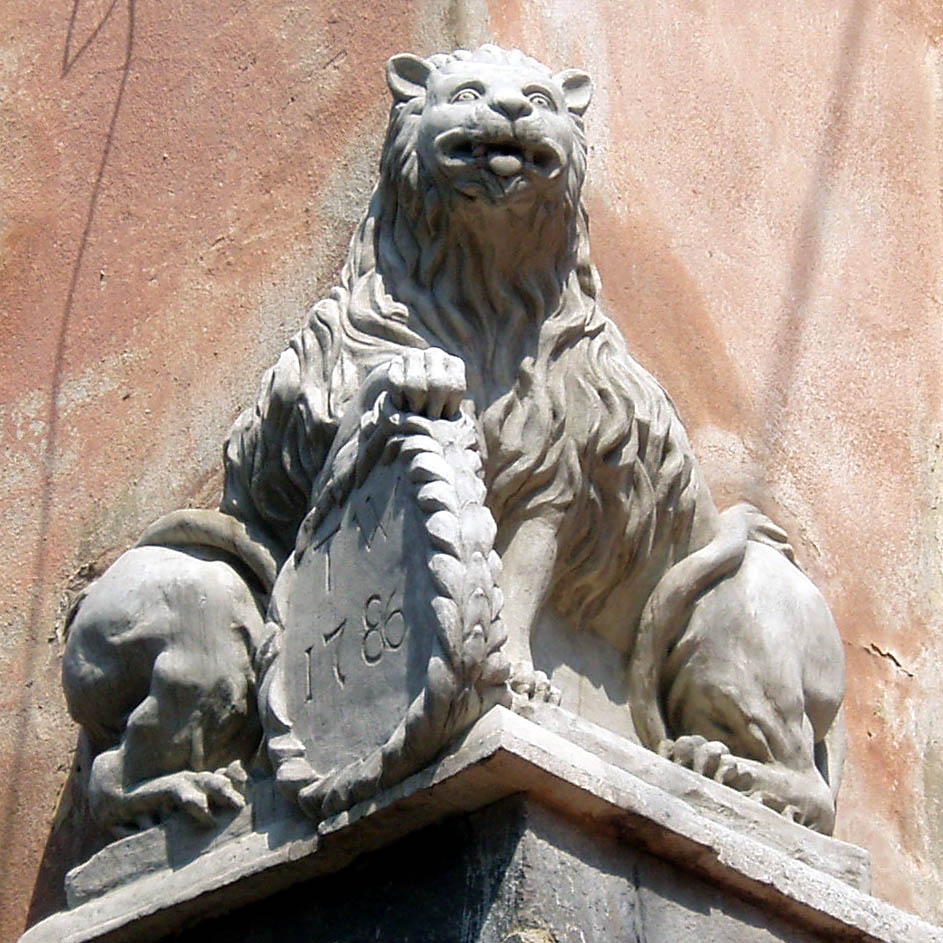
Скульптура лева на розі будинку

Триповерховий будинок, цегляний, тинькований, сильно видовжений по вулиці Староєврейській. Перший поверх з великими вітринними вікнами, а на розі будинок укріплений масивним контрфорсом із тесаного каменю. На другому поверсі на всю довжину фасаду виступає балкон на простих металевих кронштейнах, які були встановлені 1900 року, при реконструкції першого поверху, коли були зняті декоративні ліпні. Над вікнами масивні трикутні сандрики. На третьому поверсі вікна з профільним обрамуванням. Завершується будинок карнизом з модильонами.